# Szczyr trwały
Szczyr trwały (Mercurialis perennis L.) – gatunek byliny należący do rodziny wilczomleczowatych (Euphorbiaceae). Występuje w żyznych i cienistych lasach Eurazji i w północnej Afryce. W Polsce roślina dość pospolita od niżu po niższe położenia górskie. Jest trująca, ale też wykorzystywana jako lecznicza i barwierska.

## Rozmieszczenie geograficzne
Szczyr trwały występuje na rozległych obszarach Europy, w zachodniej Azji i na Kaukazie oraz w północnej Afryce. Północna granica jego zasięgu biegnie przez Irlandię, Szkocję, południową Norwegię, środkową część Szwecji, południowe krańce Finlandii i dalej przez Rosję. Południowa granica zwartego zasięgu biegnie od Pirenejów poprzez Półwysep Apeniński i Bałkański. Nieliczne stanowiska gatunek posiada na Półwyspie Iberyjskim i na Wyspach Kanaryjskich, w północnej Afryce, w Azji Mniejszej, w rejonie Kaukazu i w północnym Iranie. Jako gatunek zawleczony występuje także w Australii. W Polsce jest to roślina dość pospolita od niżu, zwłaszcza na południu, po niższe położenia górskie. Rzadziej notowana w niektórych regionach (np. na północnym Mazowszu). W Europie Środkowej występuje na wysokościach do 2000 m, w Tatrach najwyżej rośnie w Strzystarskim Żlebie na wysokości 1640 m, poza tym w Karkonoszach do 1100 m, w Bieszczadach Zachodnich po 1160 m.

## Morfologia

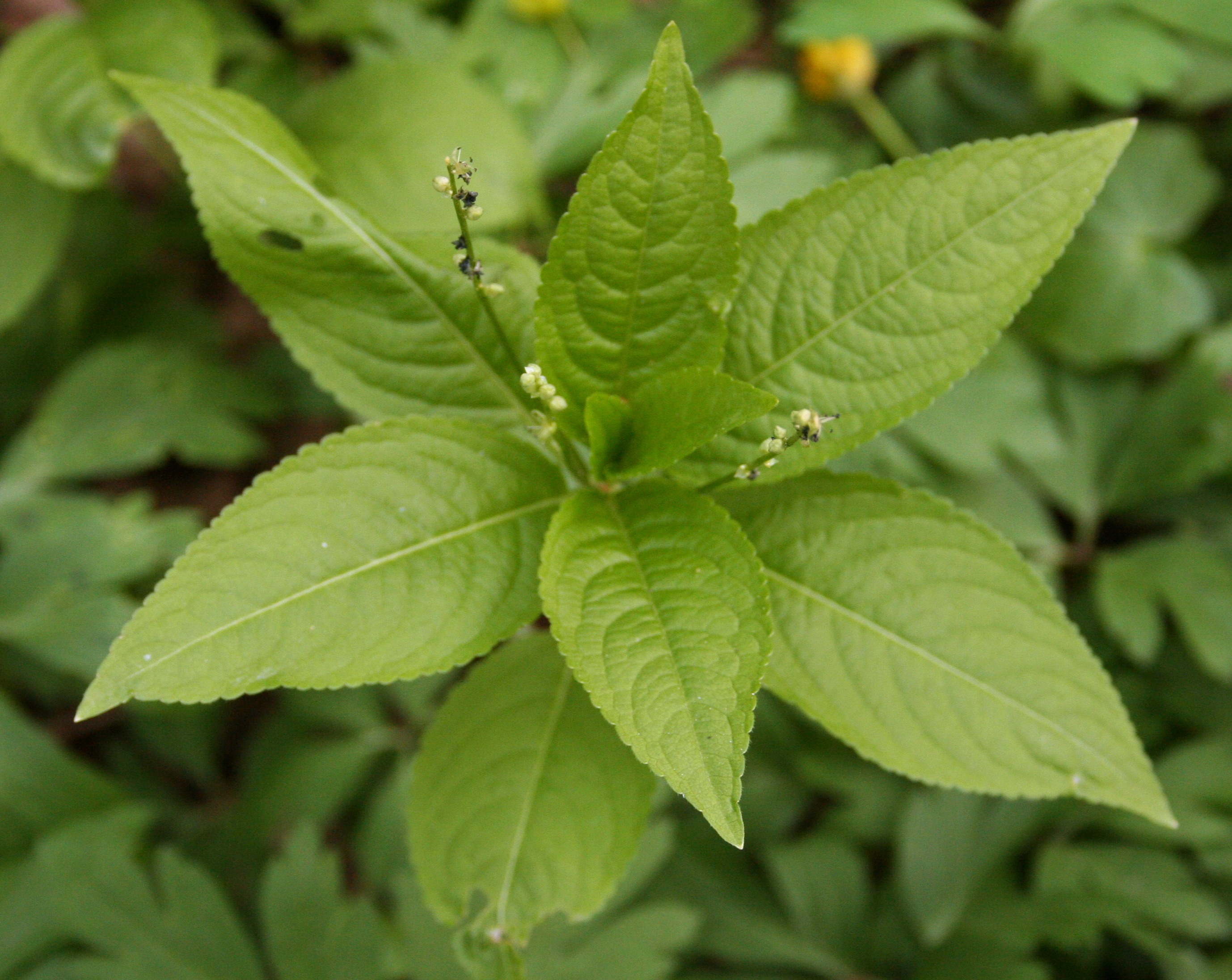
Kwitnący szczyr – okaz męski

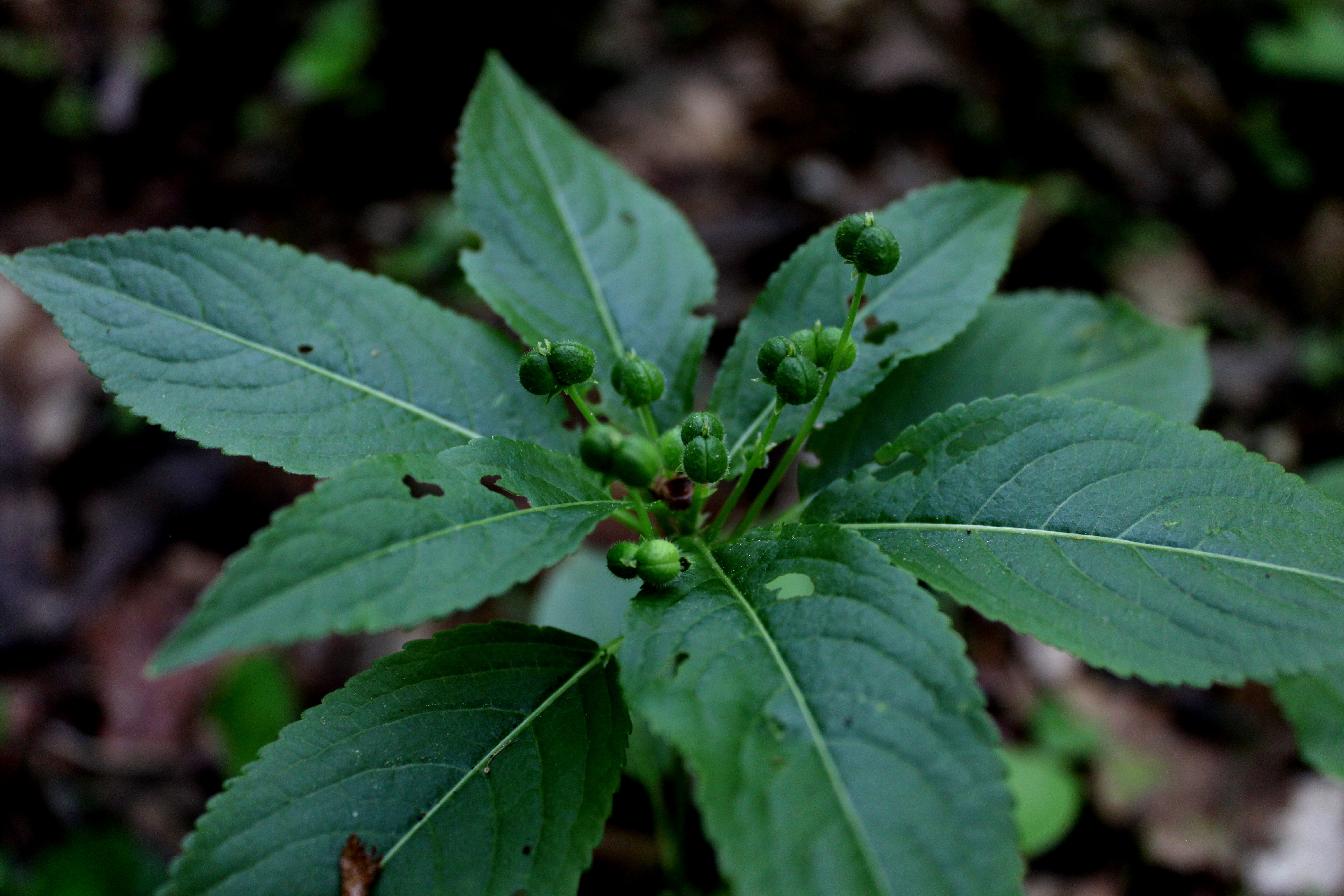
Roślina owocująca

PokrójRoślina o wzroście klonalnym, tworząca rozległe i gęste, często jednogatunkowe kobierce, w których zagęszczenie pędów nadziemnych sięga do 350, czasem nawet do 500 pędów na 1 m².
Część podziemnaDługie, cienkie, czołgające się i rozgałęzione kłącze rośnie na głębokości 2–5 (8) cm. Ma zwykle 2–3 mm średnicy i w węzłach jest wyraźnie zgrubiałe.
ŁodygaWzniesiona, czterokanciasta z dwoma ostrymi kantami stanowiącymi listewkowate oskrzydlenia zbiegające od nasad liści. Łodyga jest nierozgałęziona, naga lub tylko słabo owłosiona krótkimi włoskami. Osiąga wysokość 10–45 cm, rzadko do 65 cm. W dolnej części z wydłużonymi międzywęźlami, w górnej ze skróconymi. Za młodu pędy są często fioletowo nabiegłe.
LiścieAsymilacyjne są podługowato-jajowate do eliptycznych (wyższe bardziej wydłużone, dolne szersze), o długości 2–3 razy większej od szerokości (do 14 cm długości i 6 cm szerokości), o zwężonych nasadach, zaostrzonych wierzchołkach oraz karbowano ząbkowanych i orzęsionych brzegach. Ogonki liściowe krótkie – do 1 cm długości na roślinach kwitnących, na płonnych zwykle od 2 do 3 cm długości. Liście są nagie lub przylegająco owłosione i mają niewielkie (długości ok. 2 mm), owalnolancetowate i błoniaste przylistki. Ulistnienie naprzeciwlegle. Na pędzie występuje do 12 par liści asymilacyjnych. W dolnych 2–3 węzłach wyrastają błoniaste liście łuskowate, które niekiedy zrastają się z trójkątnymi przylistkami, tak że wyglądają na trójklapowe. Liście u roślin męskich są rozmieszczone bardziej równomiernie, u żeńskich są wyraźnie skupione w górnej części pędu. Liście ciemnozielone o niebieskawym połysku.
KwiatyRoślina dwupienna. Kwiaty rozwijają się na pędach płodnych, mających zwykle niewielki udział wśród wszystkich pędów nadziemnych. Niepozorne zielone kwiaty zebrane są w niewielkie, przerywane kwiatostany wyrastające z kątów liści na szczycie łodygi. Kwiaty męskie tworzą kwiatostany złożone – skupione są w kłębiki zebrane w luźne grona (pozorne kłosy). Pojedynczy kwiat męski wyrasta na szypułce długości 1–2 mm, składa się z 3–4 zielonych listków okwiatu o średnicy 4–5 mm i 8–28 pręcików. Pylnik i pyłek jest żółty, nitka cienka. Kwiaty żeńskie wyrastają po 2–6 w kwiatostanach krótszych niż męskie. Mają 3 listki okwiatu i słupek z dwoma rozpostartymi szyjkami zakończonymi znamionami. Szczeciniasto omszona zalążnia dwukomorowa zawiera w każdej komorze pojedynczy anatropowy zalążek. Występujące w kwiatach żeńskich dwa szczątkowe pręciki (prątniczki) są wykształcone jako miodniki.
OwocBiszkoptowatego kształtu, dwunasienna torebka o szerokości 6–8 mm i długości 3,5–5 mm, pokryta jest szczecinami, pomarszczona. Nasiona kuliste o średnicy 2,5–3,5 mm, szare (szarobiałe) i brodawkowate. Zawierają białawy elajosom.

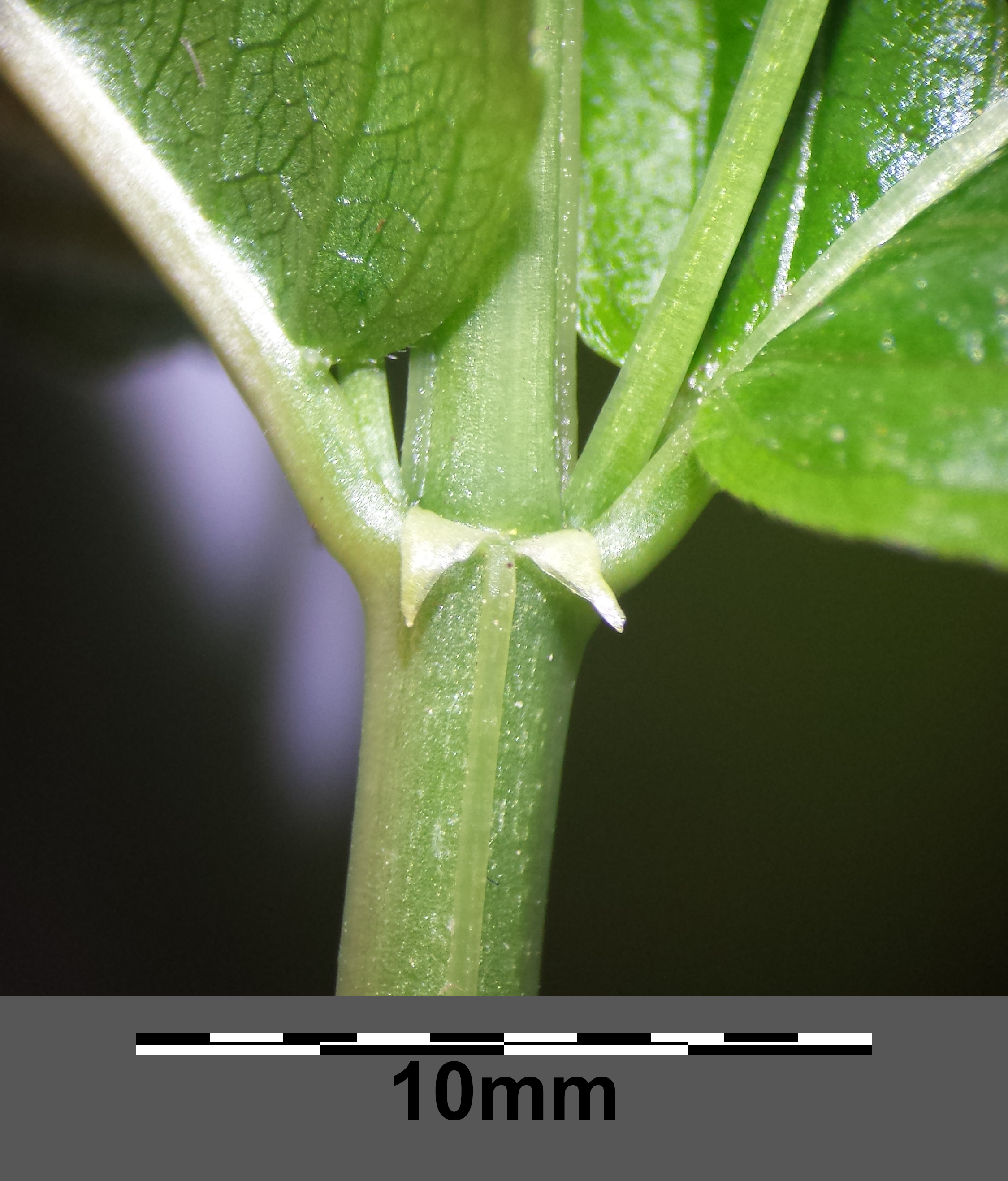
Nasada liści, przylistki
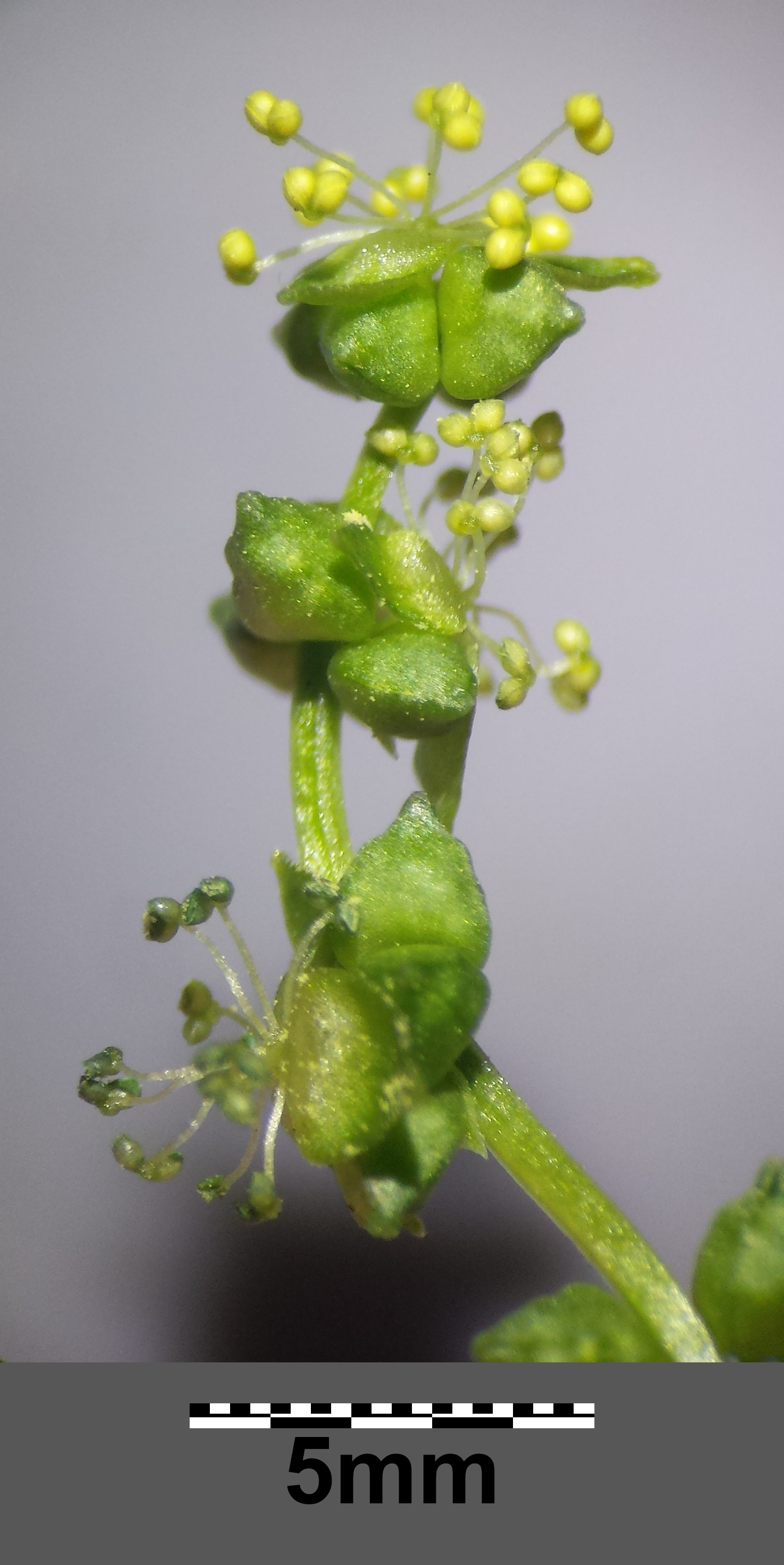
Kwiaty męskie
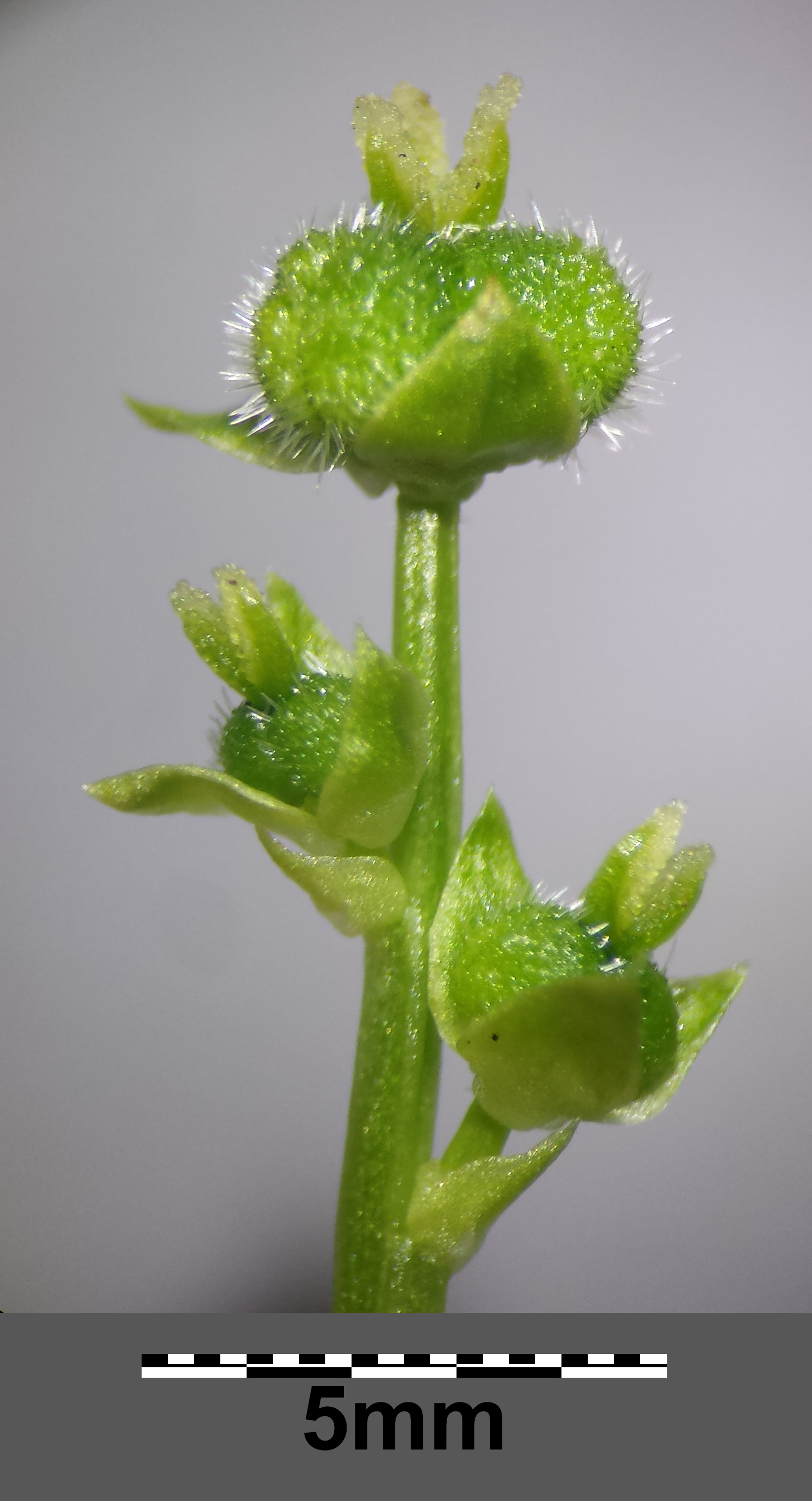
Kwiaty żeńskie
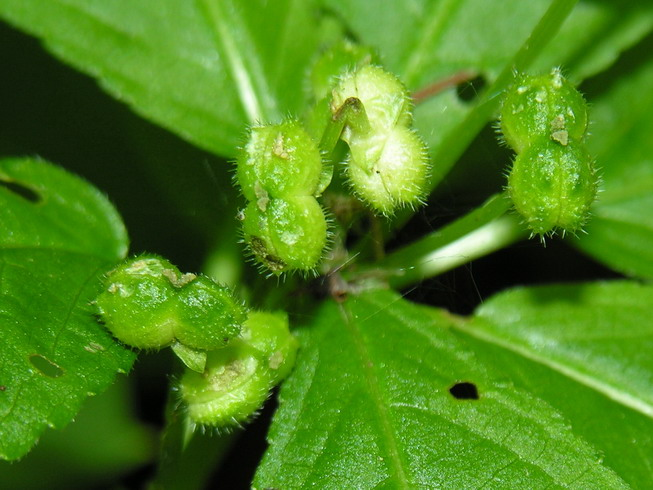
Owoce

## Biologia

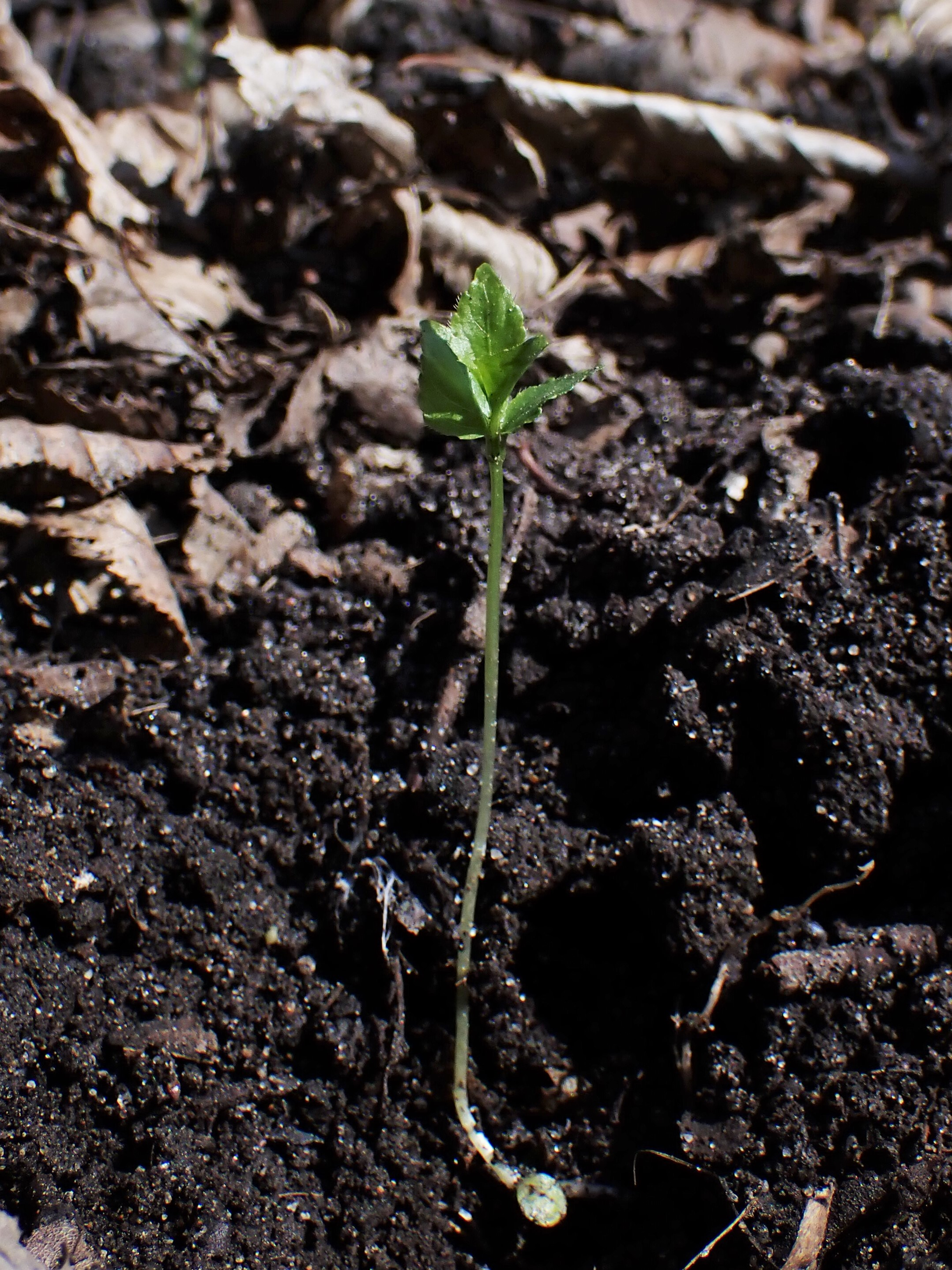
Siewka kiełkująca hipogeicznie – tu z odsłoniętymi liścieniami

### Rozwój
Bylina, geofit. Pędy nadziemne rozwijają się wiosną, po co najmniej 4 dniach, w czasie których temperatury osiągają 5 °C. Kwiaty pojawiają się na roślinach męskich 2–3 tygodnie po pojawieniu się pędów, a kwiaty żeńskie po 2–4 tygodniach. W zależności od warunków klimatycznych kwitnienie przypada w okresie od stycznia do maja, rzadko do czerwca, w warunkach środkowoeuropejskich zwykle w kwietniu i maju. Kwiaty są wiatropylne, do czego przystosowaniem jest wytwarzanie wielkich ilości pyłku oraz skutecznie go wychwytujące okazałe, lepkie i brodawkowate znamiona. Pewną rolę w przenoszeniu pyłku pełnić też mogą owady odwiedzające kwiaty wabione pyłkiem i nitkowatymi miodnikami. Po przekwitnieniu kwiatostany odpadają, a liście powiększają swoje rozmiary i stają się ciemniejsze. Nasiona dojrzewają i zrzucane są w lipcu i sierpniu. Średnio na jednej roślinie żeńskiej powstaje ok. 30 nasion, które posiadają elajosom i rozsiewane są przez mrówki. Pewną rolę w ich rozprzestrzenianiu pełnić też może wiatr, woda (nasiona przez 1 dzień unoszą się na wodzie) i gryzonie. Liście na pędach nadziemnych zaczynają zamierać we wrześniu.
Co roku w czerwcu w kącie łuskowatych liści u podstawy wzniesionych pędów nadziemnych zawiązują się pod ziemią haczykowate pędy inicjalne o długości poniżej 1 cm. Do grudnia te zawiązki przyszłorocznych pędów wydłużają się, rosnąc tuż pod powierzchnią gruntu. Wiosną kolejnego roku z wygiętego ku górze końca takiego kłącza wyrasta pęd nadziemny, a z jego podstawy korzenie przybyszowe.
Proporcje udziału roślin męskich i żeńskich w populacjach są w dużych populacjach wyrównane (przeważają nieco rośliny męskie, zwłaszcza w miejscach o silniejszym nasłonecznieniu). W populacjach mniejszych proporcje płci bywają znacznie rozchwiane, co ma wpływ na możliwości reprodukcji generatywnej (rozmnażania za pomocą nasion). Nasiona szczyru tworzą krótkotrwały glebowy bank nasion, przy czym ponad 75% wytwarzanych nasion jest niezdolna do kiełkowania. Podczas kiełkowania najpierw przez pękniętą łupinę wyrasta korzeń pierwotny kierujący się w głąb ziemi. Następnie z łupiny wydostaje się hipokotyl, który rośnie zgięty ku górze, po czym wysuwane są z łupiny zaokrąglone liścienie. Najczęściej pozostają one pod ziemią (kiełkowanie jest hipogeiczne), rzadziej wynoszone są nad powierzchnię ziemi. Młode rośliny w pierwszym roku nie kwitną. Pod koniec lata tworzą kłącze. Na stanowiskach roślina rozprzestrzenia się głównie za pomocą kłączy. Ich roczny przyrost długości wynosi zwykle 10–15 cm, rzadko 40 cm.

### Cechy fitochemiczne
W całej roślinie stwierdzono obecność: saponin, alkaloidów (metyloaminy – opisywanej w tym przypadku nierzadko jako merkurialina oraz trimetyloaminy), związków fenolowych prostych (kwas kawowy, ferulowy, kumarowy (izomer para)) i flawonoidów (kemferol, kwercetyna, w tym pochodna – kempferolo-3-O-rutynozyd). Roślina zawiera olejek eteryczny i chromogen (hermidynę) barwiący się na niebiesko w kontakcie z tlenem, co tłumaczy to, że rośliny po zebraniu i wysuszeniu zwykle niebieszczeją. Świeża roślina roztarta ma specyficzny zapach.
W odróżnieniu od niektórych innych przedstawicieli rodziny nie wytwarza soku mlecznego.
Roślina trującaMerkurialina i saponiny w przypadku spożycia ziela przez ssaki powodują silne podrażnienie błon śluzowych prowadzące do ich stanów zapalnych i biegunkę, czasem krwawą, a także wzmożone wydzielanie śliny i soku trawiennego. Dodatkowo u zwierząt spożywających świeże ziele (siano jest mniej trujące z powodu ulatniania się merkurialiny) stwierdzano: silne bóle, brak apetytu, wzdęcia, przyśpieszone tętno i oddech oraz krwiomocz. Postępujące osłabienie prowadzi do śmierci zatrutych zwierząt. Udokumentowano zatrucia szczyrem w przypadku bydła domowego, owiec, a nawet ludzi. Poza tym po spożyciu przez kury nadaje ich jajom nieprzyjemny, rybi zapach. U krów powoduje zmniejszone wydzielanie mleka, psuje jego smak i zapach i zabarwia je na łososiowo. Właściwości trujące traci po wysuszeniu.

### Genetyka
Gatunek tworzy kompleks poliploidalny i aneuploidalny, przy czym podstawowa liczba chromosomów wynosi x = 8, a 2n obejmuje szeroki zakres od 42 do 112 (47–49, 51, 52, 54, 56, 58, 60–73, 75–82, 84, 97, 98, 101).

## Ekologia

### Siedlisko

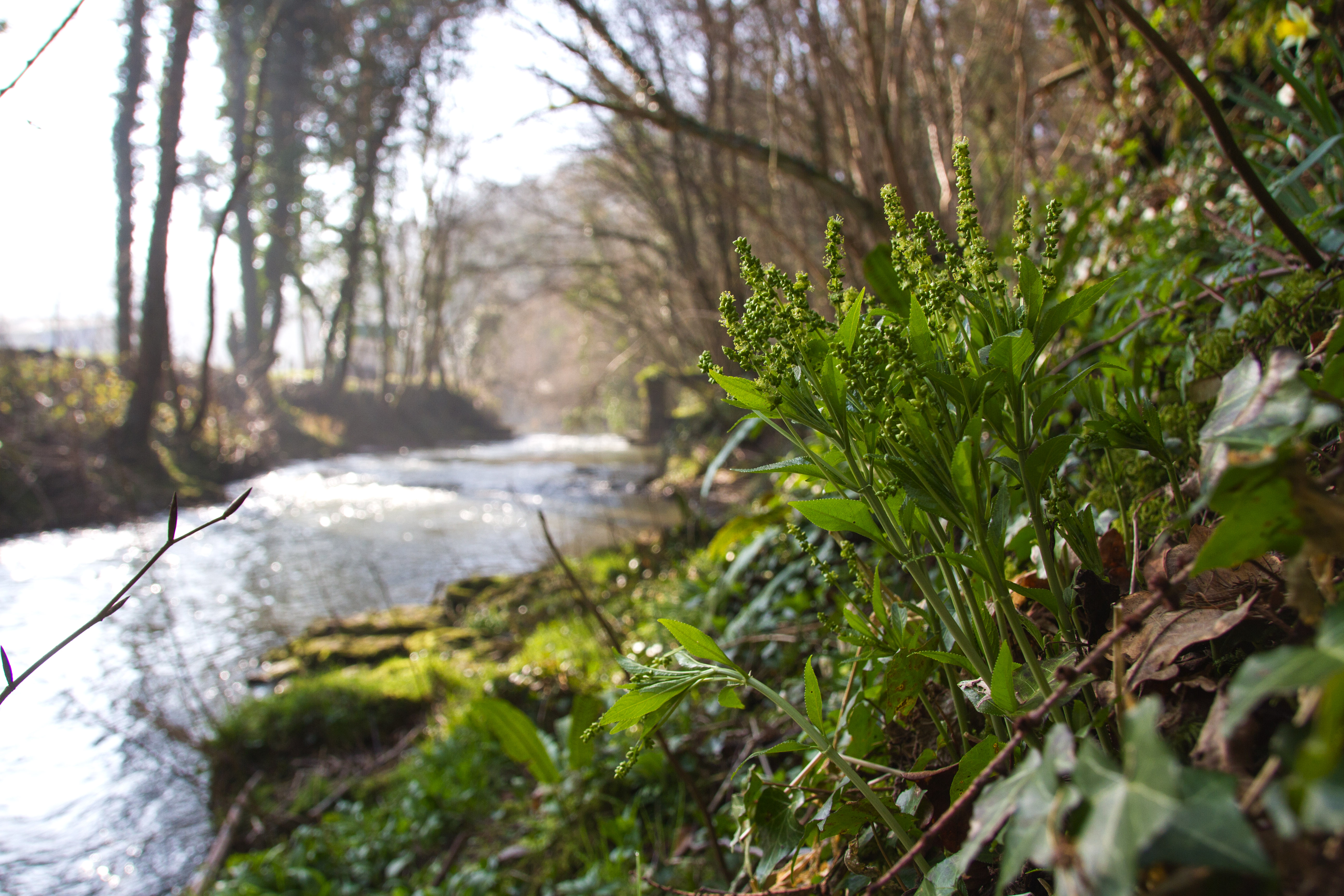
Kwitnący szczyr w runie leśnym

Szczyr trwały rośnie w miejscach cienistych, przede wszystkim w lasach, ale także w zaroślach i w zbiorowiskach wysokich bylin. Jest rośliną wymagającą świeżych, głębokich gleb. Preferuje gleby o różnej genezie wykształcone na podłożu wapiennym. Lepiej rośnie w glinach niż na piaskach i torfach, gdzie korzeni się płytko i rośnie słabo. Podobnie ograniczony wzrost jest na glebach o niskim pH. W Czechach i Szwecji obserwowano ustępowanie tego gatunku w obszarach znajdujących się pod wpływem kwaśnych opadów. Szczyr trwały wymaga gleb próchnicznych, zawierających co najmniej 5%, ale też nie więcej jak 19% materii organicznej. Optymalne są miejsca wilgotne, nie znosi stagnowania wody, miejsc bardzo mokrych i suchych (w niekorzystnych warunkach wodnych nie zakwita). Gatunek ten jest różnie klasyfikowany ze względu na wymagania odnośnie dostępności związków azotu i fosforu. Wiele źródeł określa gatunek jako azotolubny, podczas gdy inni autorzy wskazują na częstą obecność szczyru na stanowiskach ubogich lub przeciętnych pod względem dostępności związków azotu i fosforu. Wskazuje się na podobną kondycję gatunku zarówno na stanowiskach ubogich, jak i silnie zeutrofizowanych, np. w sąsiedztwie silnie nawożonych pól i łąk. Wykazuje on także wysoką tolerancję na zanieczyszczenie gleb metalami ciężkimi, co pozwala utrzymywać się temu gatunkowi w obszarach o długiej tradycji przemysłowej i górniczej.
W typologii siedlisk leśnych uważany za gatunek charakterystyczny dla lasu wilgotnego (Lw) oraz lasów świeżych wyżynnych i górskich (Lwyżśw, LGśw).

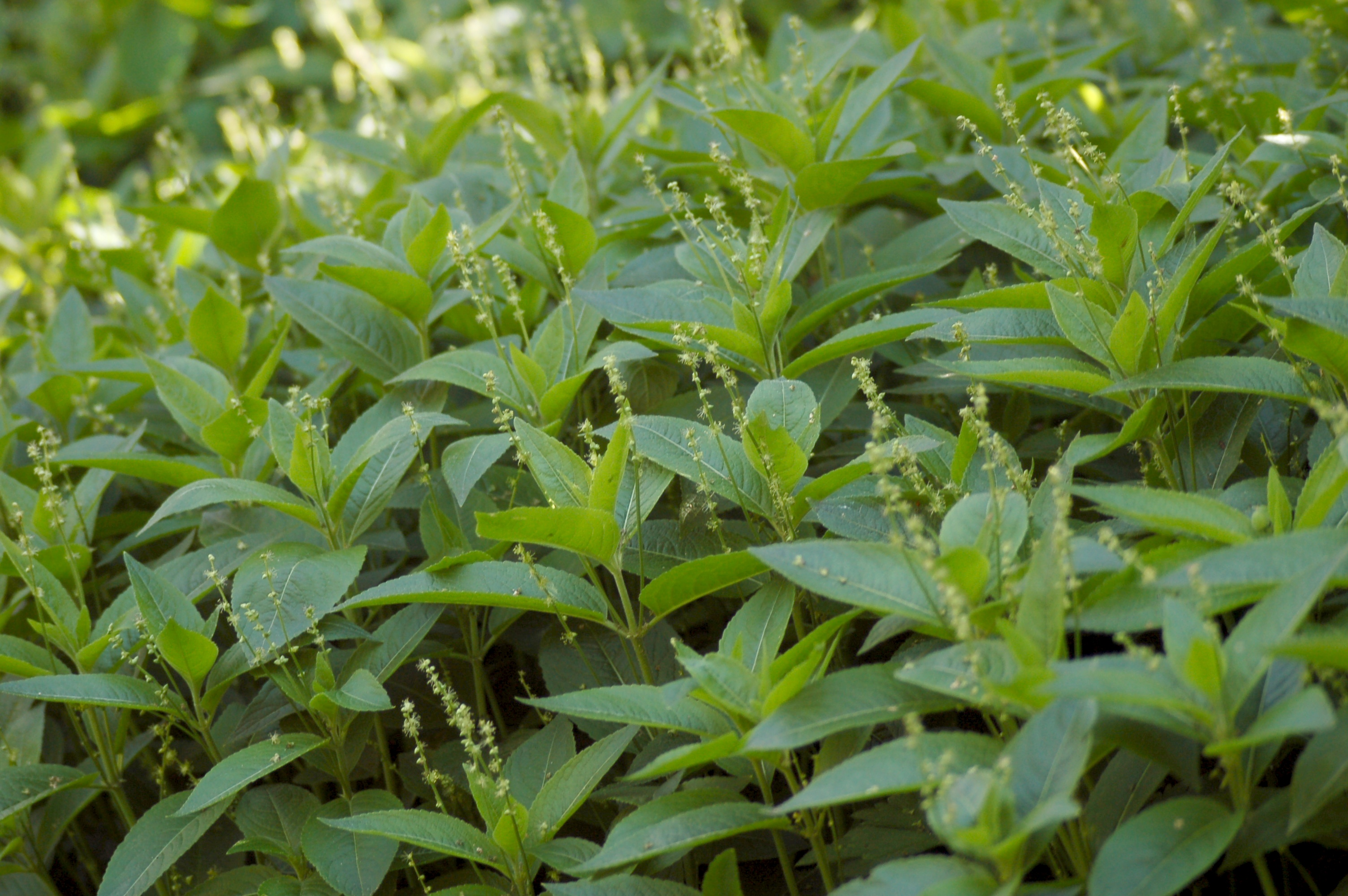
Łan kwitnących roślin męskich

### Fitosocjologia
Szczyr trwały rośnie w Europie w różnorodnych zbiorowiskach leśnych z klasy żyznych lasów liściastych Querco-Fagetea i bagiennych lasów olszowych Alnetea glutinosae, a także w zbiorowiskach zaroślowych na żyznych siedliskach z dominacją leszczyny lub tarniny oraz w wyżynnym jodłowym borze mieszanym (Abietetum polonicum). W Europie Środkowej uznawany jest za gatunek charakterystyczny dla rzędu buczyn (O.) Fagetalia. Występuje także w zbiorowiskach wysokich bylin i traw, zwłaszcza na glebach wapiennych, na stokach o wystawie północnej. W Zachodniej Europie oraz na obszarach subalpejskich w Europie Środkowej jest stałym lub częstym gatunkiem w zbiorowiskach łąk świeżych z wysokim porostem rajgrasu wyniosłego i barszczu zwyczajnego, nierzadko rośnie także w zbiorowiskach ziołoroślowych z pokrzywą zwyczajną.

### Oddziaływanie międzygatunkowe
Silny, klonalny wzrost szczyru trwałego na optymalnych dla tego gatunku siedliskach wiąże się z tworzeniem zwartych płatów, znacznie ograniczających dostęp światła do dna lasu. Istnieją doniesienia wskazujące silną konkurencję szczyru jako ograniczającą występowanie innych gatunków. Z drugiej strony podkreśla się także odporność tego gatunku na czynniki stresowe i zdolność do utrzymywania się na stanowiskach w miejscach ekspansji silnie rosnących bylin, takich jak pokrzywa zwyczajna i wierzbówka kiprzyca.
Sprzyja temu gatunkowi udział w drzewostanie gatunków o liściach ulegających szybkiej dekompozycji (np. wiązów), podczas gdy dominacja dębów, których liściasta ściółka utrzymuje się do wiosny w stanie słabo rozłożonym, ogranicza siłę jego wzrostu.
Do czynników ograniczających rozpowszechnienie szczyru należy intensywne żerowanie roślinożerców. W przypadku wzrostu pogłowia zwierzyny płowej obserwowano spadek liczebności szczyru. Nasiona szczyru są istotnym źródłem pokarmu dla gila zwyczajnego w przypadku żerowania w lasach.
Szczyr jest rośliną pokarmową i miejscem rozwoju larw i osobników dorosłych wielu gatunków owadów i ślimaków. Do monofagów żywiących się wyłącznie szczyrem należą: chrząszcz Hermaeophaga mercurialis i wciornastek Thrips fulvipes. Tylko na szczyrze stwierdzono też dwa gatunki grzybów z gromady workowców: Ascochyta mercurialis (obserwowany w postaci jasnych plamek z ciemnobrązowymi granicami) i Synchytrium mercurialis (tworzy jasnożółte wybrzuszenia na liściach i pędach, prowadzić może do śmierci roślin).

## Systematyka i zmienność
Mercurialis perennis jest w świetle badań molekularnych najbliżej spokrewniony z M. leiocarpa (włączanym do gatunku jako odmiana M. perennis var. leiocarpa) oraz M. ovata. Grupą siostrzaną dla tych euroazjatyckich gatunków jest klad obejmujący 8 gatunków wschodniośródziemnomorskich.
Szczyr trwały jest gatunkiem morfologicznie zmiennym. Wyróżnia się 3 odmiany i 7 form, które jednak nie są trwałe i kształtują się pod wpływem czynników środowiskowych.
Odmiany
- var. genuina Muller-Aarg. – liście nagie od góry, od spodu rzadko owłosione, tylko na nerwach, zwłaszcza na żyłce centralnej,
- var. salisburyana Mukerji – liście sztywniejsze i ciemniejsze niż u typu, na brzegu głębiej piłkowane, krótkoogonkowe, znamię krótsze i skierowane do góry,
- var. leiocarpa Mukerji – zalążnia i owoc nagi – takson czasem podnoszony do rangi odrębnego gatunku – Mercurialis leiocarpa Sieb. & Zucc. Występuje we wschodniej Azji[20].

Formy
- f. silvatica – liście wydłużone, eliptyczno-lancetowate, z wyraźnym użyłkowaniem,
- f. ovifolia – liście jajowate do jajowato-lancetowatych, krótkoogonkowe i zwykle nieco zwisające,
- f. angustifolia – liście wąskie, lancetowate, grubsze i silniej owłosione niż u typu,
- f. minor – liście drobne, do 2,5 cm długości,
- f. robusta – rośliny okazałe, z liśćmi do 15 cm długości i ponad 5 cm szerokości, nasiona o średnicy ponad 4 mm,
- f. saxicola – liście podługowato-eliptyczne, 4–5 razy dłuższe i obustronnie silniej owłosione niż u typu,
- f. variegata – forma pstrolistna – na liściach żółtawe i białawe plamy.

MieszaniecW miejscach współwystępowania z Mercurialis ovata powstaje mieszaniec Mercurialis × paxii Graebner en A. et Gr. Syn. Mitteleur. Fl. 7: 408, 1916. Spotykany jest w Europie środkowej i południowej (najbliżej Polski w Czechach koło miejscowości Úštěk). Mieszańce mają cechy pośrednie w stosunku do taksonów rodzicielskich – liście dolne są niemal okrągłe, ale górne już eliptyczne, a ogonek liściowy ma 10–14 mm długości (u M. ovata liście są okrągławe i niemal siedzące).

## Nazewnictwo
Nazwa zwyczajowa polska już u Krzysztofa Kluka w początkach XIX wieku stosowana jest w obecnym brzmieniu. Wcześniej u Syreniusza w początkach XVII wieku gatunek opisany jest jako „szczer leśny”, podane są także liczne nazwy ludowe takie jak: czyniród, dzieciniec, dziecinnik, dziewczypłód, męższczypłód, listnik, płodzisz, rodzeniec, rodziniec. Nazwa naukowa rodzajowa oznacza dosłownie „ziele Merkurego”. Według Pliniusza Starszego ten bóg miał przekazać ludziom wiedzę o leczniczych właściwościach tej rośliny. Nazwa gatunkowa „perennis” oznacza „wieloletni, trwały”.

## Zagrożenia
Zasoby i rozpowszechnienie szczyru trwałego jest odwrotnie proporcjonalne do intensywności użytkowania gospodarczego lasów. Gatunek najbardziej obficie i często rośnie w lasach chronionych wyłączonych z użytkowania. Roślina ta jest też bardzo wrażliwa na wydeptywanie. Złamanie łodygi nie inicjuje wzrostu nowego pędu i zmniejsza szanse jego rozwoju w kolejnym roku. Intensywne wydeptywanie eliminuje ten gatunek już w ciągu 1 lub 2 lat. Problemem jest też fragmentacja siedlisk i zmniejszanie zasobów poszczególnych populacji. W takich przypadkach stwierdzono spadek zróżnicowania genetycznego w obrębie populacji, co ma związek z rozchwianiem proporcji płci i zmniejszeniem produkcji nasion.
W ciągu kilku ostatnich dziesięcioleci XX wieku udokumentowane zostało zmniejszanie się zasobów i liczby stanowisk szczyru trwałego w Wielkiej Brytanii. W kraju tym gatunek uznawany jest za wskaźnikowy dla lasów starych i zróżnicowanych biologicznie.

## Zastosowanie
Roślina barwierskaWierzchołki pędów szczyru trwałego przy użyciu ałunu jako utrwalacza wykorzystywane są jako barwnik szarożółty. Niebieski barwnik uzyskuje się z korzeni, a sinoniebieski z łodyg.
Roślina leczniczaSurowcem zielarskim jest ziele szczyru (Herba Mercurialis perennis i Herba Cynocrambes) pozyskiwane podczas kwitnienia. Wykorzystywane było dawniej w oficjalnym lecznictwie, ale współcześnie stosowane jest tylko w lecznictwie ludowym i w homeopatii. W lecznictwie ludowym wykorzystywane jest jako lek moczopędny, żółciopędny, rozwalniający, wykrztuśny i do zwalczania pasożytów wewnętrznych. Działać ma znacznie silniej niż szczyr roczny. Mimo długiej tradycji wykorzystania leczniczego tego gatunku w Europie, jego substancje czynne są słabo poznane. Rolę tę pełnią najwyraźniej saponiny i glikozydy cyjanogenne. Ich różnorodność każe spodziewać się potencjalnie dużych walorów użytkowych szczyru dla przyszłej fitoterapii.
W homeopatii stosowany jest do uzyskiwania preparatów stosowanych do leczenia chorób reumatycznych, biegunki, stanów chorobowych pęcherzyka żółciowego i wątroby.
Roślina opisywana jest także jako posiadająca właściwości narkotyczne, przy czym przejawiają się one zwiększoną sennością i łagodnymi skurczami mięśni.
Roślina zalecana jest także przy licznych chorobach i dolegliwościach skórnych, np. zanieczyszczonych ranach, bliznach po trądziku i zmianach łuszczycowych, przy skórze zrogowaciałej, stwardniałej i suchej albo zwiotczałej, z łojotokiem i łupieżem. Napar z ziela szczyru działać ma na skórę oczyszczająco, przeciwzapalnie, odkażająco i zmiękczająco – rozluźnia i zmiękcza zmiany łuszczycowe, rany i strupy oraz zrogowacenia.
Inne zastosowaniaZ nasion można uzyskiwać olej o właściwościach podobnych do oleju lnianego.
Pedanios Dioskurydes opisał stosowanie przez kobiety soku ze szczyru pitego z winem do wpływania na płeć potomstwa – sok z roślin żeńskich miał skutkować narodzinami dziewczynek i odwrotnie – chcąc urodzić chłopców, należało pić sok z roślin męskich.

## Uprawa
Niewielkie zapotrzebowanie na ziele i niewielkie walory ozdobne sprawiają, że roślina nie jest raczej uprawiana. Do zaspokojenia potrzeb leczniczych wystarczyć powinna racjonalna eksploatacja stanowisk naturalnych. Uprawę ocenia się jednak jako możliwą – w miejscach półcienistych, osłoniętych, w wilgotnej glebie próchnicznej. W odpowiednich warunkach wskazane może być łączenie upraw niektórych gatunków owocowych takich jak np. leszczyna pospolita ze szczyrem i innymi leśnymi gatunkami zielarskimi. Szczyr uprawiany nie wymaga stosowania żadnych zabiegów – w odpowiednich miejscach sam się rozrasta klonalnie. Szczyr może być wysiewany od razu po zbiorze nasion na początku lata, ewentualnie można go rozmnażać, dzieląc rośliny (ukorzenione kłącza).